# 西南学院大学の人物一覧
西南学院大学の人物一覧（せいなんがくいんだいがくのじんぶついちらん）は、西南学院大学に関係する人物の一覧記事。

## 主な出身者

### 政治
- 江口文雄（貴族院多額納税者議員）- 旧制・西南学院高等学部商科卒
- 沖田正人（元日本社会党衆議院議員）- 旧制・西南学院専門学校卒
- 室井秀子（元民主党衆議院議員）
- 橋本邦寿（元自由民主党大阪府議会議員）

### 行政
- 井上澄和（福岡県春日市長）
- 月形祐二（福岡県糸島市長）
- 江里口秀次（佐賀県小城市長）
- 篠原一生（長崎県壱岐市長）
- 楢原利則（元福岡県久留米市長）
- 有吉威（元福岡県直方市長）
- 橋本祐輔（元大分県豊後大野市長）
- 生嶋亮介（福岡県副知事）
- 中島孝之（元福岡県副知事）
- 山崎建典（元福岡県副知事）
- 渡邊正光（元福岡市副市長、元福岡コンベンションセンター理事長）

### 司法
- 榎下義康（元裁判官）
- 八尋光秀（弁護士 熊本地裁ハンセン病訴訟弁護団代表）
- 松岡茂行（弁護士）
- 内田茂雄（元弁護士）
- 八尋八郎（元弁護士）

### 学術
- 鶴谷寿（元神戸女子大学教授）- 旧制・西南学院専門学校英文科卒
- 大村幸生（元九州産業大学学長）
- 石川昭仁（元長崎外国語大学学長、長崎外国語大学教授、長崎学院理事長）
- 鹿子生浩輝（東北大学大学院法学研究科教授）
- 日置孝次郎（元八戸大学学長）
- 山形和美（筑波大学名誉教授）
- 大内和臣（元中央大学教授・元西南学院大学教授）
- 田邊宏康（専修大学教授）- 西南学院大学大学院法学研究科博士後期課程中退
- 大坪正則（元帝京大学教授・スポーツビジネス）
- 﨑村耕二（日本医科大学教授）
- 森山優（静岡県立大学国際関係学部教授）
- 内藤徹（同志社大学商学部教授）
- 西川清之（龍谷大学名誉教授）
- 清水耕介（龍谷大学教授）
- 久木田純（関西学院大学教授）
- 粟屋剛（岡山大学名誉教授、生命倫理学者）
- 国友豊（広島文化学園大学教授）
- 高瀬文広（日本赤十字九州国際看護大学教授）
- 林力（元九州産業大学教授）
- 水口雅夫（元九州産業大学商学部教授）
- 田中輝雄（元西南学院大学学長、西南学院大学名誉教授）
- 村上隆太（元西南学院大学学長、西南学院大学教授）
- 関谷定夫（西南学院大学名誉教授）
- 宮原哲（西南学院大学教授）
- 片山寛（西南学院大学教授）
- 高田駒次郎（元西南学院大学教授）
- 古澤嘉生（元西南学院大学教授）
- 野藤忠（元西南学院大学教授）
- 松田潤治（中村学園大学教授）
- 野中アンディ（元中村学園大学准教授・コミュニケーション学者）
- 松永俊文（福岡女学院大学教授）
- 古賀幸久（久留米大学教授、元外交官）
- 西田充（長崎大学教授）
- 永尾孝雄（元熊本県立大学大学院アドミニストレーション研究科長教授）
- 石橋敏郎（元熊本県立大学大学院アドミニストレーション研究科長教授）
- 林裕（熊本学園大学学長）
- 古田龍助（熊本学園大学教授）
- 後藤田遊子（北陸学院短期大学助教授）
- 忌部栄次郎（国際年金経済研究所主席研究員）
- 波多江伸子（生命倫理学者）

### 教育
- 溝口梅太郎（福岡大学創設者）- 旧制・西南学院高等学部商科卒
- 重松史郎（鎮西学院理事長）
- 白石伸一（熊本県教育委員会教育長）
- 末永直行（元福岡大学理事長）
- 藤崎修（福岡女学院中学校・高等学校英語科教諭）
- 大坪久子（英語教育者）

### 宗教
- 今井誠二（牧師、尚絅学院大学総合人間科学部人間心理学科准教授）
- 天野有（牧師、元西南学院大学教授）
- 寺園喜基（牧師、西南学院大学名誉教授、元西南学院院長、元西南学院理事長）
- 渡辺暢雄（牧師）
- 斎藤剛毅（牧師、元福岡女学院大学教授、後に同女学院院長）
- 奥田知志（牧師、北九州市立大学MBA特任教授）

### 実業
- 高山善司（ゼンリン社長）
- 加治資朗（三井住友海上あいおい生命保険社長）
- 旗生泰一（富士フイルムビジネスイノベーションジャパン社長）
- 藤村広志（清水建設副社長）
- 加藤卓二（西部ガスホールディングス社長、西部ガス社長）
- 佐藤泉（RKB毎日放送社長）
- 荒木英二（福岡中央銀行頭取）
- 鶴久博幸（筑邦銀行頭取）
- 和田政則（大分信用金庫会長）
- 間宮哲男（山口県信用組合理事長）
- 山部清明（Fast Fitness Japan社長）
- 小野浩司（九州ヤマダ会長・元ベスト電器社長）
- 金子史朗（プレナス社長）
- 牧平年廣（きょくとう会長・社長）
- 岡本利治（ルネサンス社長）
- 内藤秀雄（シンメンテホールディングス社長兼会長）
- 磯俣克平（公認会計士、米国公認会計士、めぶくグラウンド代表取締役会長）
- 中村稔（大成機工社長）
- 前田一郎（九州テン社長）
- 野村健志（ノムラ社長）
- 宮島治（宮島醤油社長）
- 栗山次郎（浜屋百貨店社長）
- 中島典明（長崎電気軌道社長）
- 三好修（三好不動産社長）
- 山本典幸（三広社長）
- 秋丸真一郎（明月堂社長）
- 太田清利（ざびえる本舗社長）
- 中村信二（日本学術講師会株式会社社長）
- 西崎康平（トゥモローゲート株式会社社長）
- 森泰造（株式会社みらい創世舎代表取締役、経営コンサルタント）
- 今村哲朗（朝日無線社長）
- 森俊憲（ボディクエスト社長）
- 川口聡（株式会社リーピー社長）
- 広瀬信輔（ディーテラー株式会社社長）
- 原田康（元ゼンリン会長）
- 井手隆司（元スカイマーク会長、元エアアジアジャパン会長）
- 白水政治（元スターフライヤー社長）
- 芳井順一（元ツムラ社長）
- 中園武雄（元大和生命保険社長）
- 樋口富雄（東京海上ホールディングス相談役、元ミレアホールディングス会長、元日動火災海上保険社長）
- 末吉紀雄（元コカ・コーラウエスト会長、元福岡商工会議所会頭）
- 日野三代春（元テーブルマークホールディングス社長）
- 梅本和典（元イオンリテール社長）
- 井上信之（元正興電機製作所社長）
- 森俊雄（ 元西日本相互銀行社長）- 旧制・西南学院高等学部商科卒
- 宮崎邦次（ 元第一勧業銀行頭取、会長）- 旧制・西南学院専門学校英文科卒
- 大城勇夫（元琉球銀行頭取）
- 山下洋（元筑邦銀行頭取）
- 林謙治（元熊本銀行頭取、元地域経済活性化支援機構社長）
- 小幡修（元親和銀行頭取）
- 野田安紀（元ケイ・ビー・シー映像社長）
- 永野紀吉（元ジャスダック最高顧問）
- 野上誠（元東京センチュリー社長）
- 田中英雄(元大石産業社長）
- 柴田耕太郎（元アマダ社長）
- 菊池敏朗（元ハウスウェルネスフーズ社長）
- 睦哲也（元三菱化学メディア社長）
- 副島嘉弘（元王子製袋社長）
- 水田穰治（元王子インターパック社長）
- 佐藤公俊（元明治ドレスナー・アセットマネジメント社長）
- 砥上剛（元加地テック社長）
- 新道隆明（元翔薬社長）
- 松永裕文（元フェニックスリゾート社長）
- 松延赳士（元ソニーファイナンスインターナショナル社長）
- 麻生修司（元富士フイルムデジタルプレス社長）
- 田中道信（元三愛社長、経営コンサルタント）
- 増沢宗一（元日本青銅社長）
- 牧平直（元きょくとう社長）
- 柴田義治（元ジェイエムテクノロジー社長）
- 野中功（元スターホールディングス社長）
- 江川利彦（元セレブリックス社長）
- 松本康（JUKE RECORDSの創立者）

### 文学
- 川上宗薫（小説家）- 旧制・西南学院専門学校商科卒
- 杉山参緑（詩人）- 旧制・西南学院専門学校商科卒
- 川崎洋（詩人・藤村記念歴程賞受賞）- 旧制・西南学院専門学校英文科中退
- 葉室麟（直木賞受賞作家）
- 東山彰良（直木賞受賞作家　大藪春彦賞・『このミステリーがすごい!』大賞銀賞受賞）
- 沼田真佑（芥川賞受賞作家　文學界新人賞受賞）
- 鈴木結生（芥川賞受賞作家）
- 野阿梓（SF作家）
- 相川英輔（作家）
- 岩井護（作家・文芸評論家）
- 中山智幸（作家・文學界新人賞受賞）
- 鳴海丈（作家、漫画原作者）
- 江口之隆（小説家、翻訳家）
- 原田種真（歴史小説作家）
- 大庭桂（児童文学作家）
- 市川朔久子（児童文学作家・講談社児童文学新人賞受賞）
- 南郷芳明（詩人）
- 織坂幸治（詩人）
- 伊藤通明（俳人）
- 山中哲夫（フランス文学者、愛知教育大学教授）
- 中園健司（脚本家・放送作家）
- 高橋かづゆき（脚本家・放送作家）
- 松村由利子（歌人・元毎日新聞記者・短歌研究新人賞受賞）
- テレニン晃子（闘病記著者）

### 芸術
- 福永陽一郎（指揮者）- 旧制・西南学院高等学部卒、新制・神学部中退
- 寺田健一郎（洋画家）
- 業田良家（漫画家、中退）
- 万乗大智（漫画家）
- 片山摂三（写真家）
- 榊晃弘（写真家）
- 山本眸古（映画監督、テレビディレクター）
- 城戸光子（舞台演出家）
- 田坂哲郎（劇作家）
- 森川和子（宗教音楽家）
- 新垣勉（テノール歌手）
- 大賀あずさ（コンテンツクリエーター、女優、モデル）

### 芸能
- 東勇路（俳優、中退）- 旧制・西南学院高等学部卒
- 財津和夫（ミュージシャン、チューリップ (バンド) 、大阪芸術大学教授）
- 吉田彰（ベーシスト、元チューリップ (バンド) ）
- 中牟田俊男（ギタリスト、シンガーソングライター、海援隊）
- 白浜久（ミュージシャン、ARB）
- 水戸華之介（ミュージシャン、アンジー）
- 高山克彬（ミュージシャン、KATZE）
- 桐明孝侍（ミュージシャン、THE KIDS）
- 百々和宏 （ミュージシャン、MO'SOME TONEBENDER ボーカル）
- 山田雅人（ドラマー、シュノーケル）
- 片岡知子（ミュージシャン、インスタントシトロン）
- MISIA（歌手、中退）
- 井上愛（歌手）
- 宮内淳（俳優、中退）
- 米倉斉加年（俳優、中退）
- 岡本史郎（俳優・声優）
- 彌吉健生（俳優）
- 山崎秀樹（俳優）
- 箱田暁史（俳優）
- 今泉マヤ（女優）
- 大和田紗希（女優）
- 糸博（声優）
- 平川嵐（声優）
- 木村匡也（ナレーター）
- 末広矩行（ナレーター、声優）
- 有坂優梨（ナレーター、タレント）
- NOMA（ファッションモデル）
- 由布菜月（モデル）
- チャンス青木（お笑い芸人）
- 町田隼人（お笑い芸人）
- 桂歌春（落語家、中退）
- BUTCH(永渕幸利) （ラジオDJ、役者）
- 中島浩二（ラジオDJ）
- TOM G（ラジオDJ）
- DJ Moby（ラジオDJ）
- 元木哲三（ライター、作家、ラジオパーソナリティ）
- 明石昌子（ローカルタレント、モデル）
- 井手迫弘美（ローカルタレント、モデル）
- 上田知佳（ローカルタレント）

### マスコミ
- 田川大介（西日本新聞社社長）
- 北川晃二（元フクニチ新聞社社長）- 旧制・西南学院高等学部英文科卒
- 藤吉敏生（元日刊工業新聞社会長・社長）
- 高嶺朝一（元琉球新報社社長）
- 花田久徳 （日本新聞協会審査委員）
- 高橋純子 （朝日新聞編集委員・論説委員）
- 梅本龍平（元西日本新聞論説委員）
- 宮本真綾（フジテレビアナウンサー）
- 尾崎里紗（元日本テレビアナウンサー）
- 片渕茜（テレビ東京アナウンサー）
- 木村栄文（テレビプロデューサー）
- 原田徹（NHKアナウンサー）
- 阿世知幸男（元NHKアナウンサー）
- 古賀千尋（NHK福岡キャスター）
- 山崎香佳（MBS毎日放送アナウンサー）
- 坂口卓司（RKB毎日放送アナウンサー）
- 古賀和子（RKB毎日放送アナウンサー）
- 武田伊央（RKB毎日放送アナウンサー）
- 中村基樹（元RKB毎日放送アナウンサー）
- 井上悟（元RKB毎日放送アナウンサー）
- 和田安生（九州朝日放送アナウンサー）
- 岸川均（元九州朝日放送ディレクター）
- 牧尾結衣（テレビ西日本アナウンサー）
- 四位知加子（テレビ西日本アナウンサー）
- 平川侑季（元FBS福岡放送、フリーアナウンサー）
- 池田史（元FBS福岡放送、フリーアナウンサー）
- 木戸優雅（TVQ九州放送アナウンサー）
- 木原友香（元エフエム福岡アナウンサー）
- 冷川小粹（長崎国際テレビアナウンサー）
- 山﨑菜緒（元長崎放送アナウンサー、元広島ホームテレビアナウンサー）
- 本田史郎（熊本放送アナウンサー）
- 米満薫（熊本放送アナウンサー）
- 岡村久美（元熊本放送アナウンサー、現・熊本放送報道部記者）
- 谷口寿宣（熊本朝日放送アナウンサー）
- 内原健文（熊本朝日放送アナウンサー）
- 海原みどり（大分放送アナウンサー）
- 安元佳奈（大分放送アナウンサー）
- 椎木麻衣（大分朝日放送アナウンサー）
- 志垣佳奈（元大分朝日放送アナウンサー）
- 村島里佳（元大分朝日放送アナウンサー）
- 武田華奈（テレビ宮崎アナウンサー）
- 末永安佳梨（南日本放送アナウンサー）
- 玉谷愛（南日本放送アナウンサー）
- 古山かおり（元南日本放送アナウンサー）
- 北﨑千香子 (鹿児島放送アナウンサー）
- 美川愛実（(鹿児島テレビ放送アナウンサー）
- 小野口奈々（元山口放送アナウンサー、フリーアナウンサー）
- 中村恵美（元RSK山陽放送アナウンサー、フリーアナウンサー）
- 物部純子（四国放送アナウンサー）
- 矢佐間恵（愛媛朝日テレビアナウンサー、元熊本朝日放送アナウンサー）
- 古賀涼子（エフエム東京アナウンサー）
- 築地雄太郎（元FM山口アナウンサー）
- 村上史（FM宮崎アナウンサー）
- 熊谷瑞希（企業キャスター、元ケーブルステーション福岡アナウンサー）
- 長麻未（フリーアナウンサー）
- 中嶋順子（フリーアナウンサー）
- 今里頼子（ジャーナリスト）
- 晴野まゆみ（フリーライター）
- 井上公造（元芸能リポーター）

### スポーツ
- 塚本悦郎（元プロ野球選手）- 旧制・西南学院経済専門学校卒
- 門田富昭（元プロ野球選手）
- 蓬萊昭彦（元プロ野球選手・コーチ）
- 辰見鴻之介（プロ野球選手、東北楽天ゴールデンイーグルス）
- 前田悠佑（元サッカーJリーグ、V・ファーレン長崎選手）
- 篠原和希（サッカー選手、アルテリーヴォ和歌山）
- 桑野智一（元サッカーJリーグ、アビスパ福岡選手）
- 江口慎一郎（元アメリカンフットボール選手）

### その他
- 井上精三（郷土史家）- 旧制・西南学院高等学部卒
- 岩重慶一（社会運動家、HAB21イルカ研究会代表）
- 近藤裕（サイコセラピスト）
- 中山淳子（子育てアドバイザー、ママの輝く明日を応援するDomani（ドマーニ）代表）

## 関係者
- 島崎赤太郎（校歌の作曲）
- 森禮子（芥川賞作家・元西南学院大学図書館司書）
- 杉本勝次（元福岡県知事）

## 教職員

### 神学部
- 天野有（神学科）
- 青野太潮（神学科）
- 寺園喜基（神学科）

### 文学部
- 宮原哲（外国語学科）
- 村上隆太（外国語学科）

### 商学部
- 小川雄平（商学科）
- 渦原実男（商学科）
- 佐々木武夫（経営学科）
- 野藤忠（経営学科）

### 経済学部
- 上垣彰（経済学部）
- 前田芳人（経済学部）

### 法学部
- 岩間徹（国際関係法学科）
- 河島幸夫（国際関係法学科）
- 仙石学（国際関係法学科）
- 田村元彦（国際関係法学科）
- 奥博司（法律学科）
- 小山雅亀（法律学科）
- 勢一智子（法律学科）
- 遠藤美奈（法律学科）

### 人間科学部
- 賀戸一郎（社会福祉学科）
- 田中理絵（社会福祉学科）

### 国際文化学部
- 高倉洋彰（国際文化学科）
- 塩野和夫（国際文化学科）
- 岩尾龍太郎（国際文化学部）
- 宮崎克則（国際文化学部）